# Cole Haan
Cole Haan — американський бренд, створений з акцентом на чоловіче та жіноче взуття та аксесуари.
Компанія заснована в Чикаго, штат Іллінойс, США, у 1928 році, з жовтня 2013 року «Cole Haan» має дизайн-центр в Нью-Йорку та штаб-квартиру в Грінленді (англ. Greenland), Нью-Гемпшир.

## Історія
Назва компанії походить від засновників Трефтона Коула і Едді Гана, і спочатку мала назву «Cole, Rood & Haan», тоді компанія виробляла тільки чоловічі моделі взуття.
Тепер виробник пропонує багато продуктів, в тому числі: взуття для усіх споживачів, повсякденний чоловічий і жіночий одяг, верхній одяг, ремені, панчішно-шкарпеткові вироби, сумки, рукавички, шарфи, головні убори, сонцезахисні окуляри та інше.
«Cole Haan» був куплений LLC «Apax Partners Worldwide» за 570 мільйонів доларів від Nike, Inc., 16 листопада 2012 року.

## Діяльність

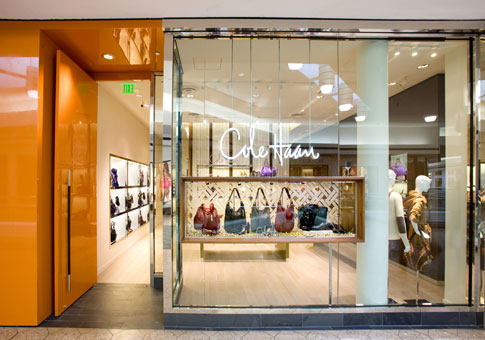
Магазин Cole Haan в Гартфорді (Коннектикут)

«Cole Haan» відомий співпрацею з дизайнерами, спортсменами, танцюристами і законодавцями мод.
Продукція виробляється в Сполучених Штатах Америці, Італії, Бразилії, Мексиці, В'єтнамі, Китаї та Індії.
«Cole Haan» сподівається розвинути свій бізнес у Європі.
Крім дизайнерського офісу та виробництва, «Cole Haan» має 192 магазини, 109 з яких у США, 6 у Канаді, а ще 77 у Японії.
Також товар збувається через інші мережі магазинів.